# Christmas Comes To Willow Creek
Crăciunul sosește la Willow Creek (titlu original: Christmas Comes To Willow Creek) este un film de Crăciun american din 1987 regizat de Richard Lang. Rolurile principale au fost interpretate de actorii  John Schneider, Tom Wopat, Kim Delaney și Zachary Ansley.

## Distribuție
- John Schneider - Ray
- Tom Wopat - Pete
- Kim Delaney - Jessie
- Zachary Ansley - Michael
- Joy Coghill - Charlotte
- Hoyt Axton - Al Bensinger
- Brian MacDonald - Dwayne
- Dwight Koss - Mayor Newman
- Barbara Russell - Edna Mae
- Ted Stidder - Doc
- Robert Forsythe - Chief Cobb
- Charissa Reeves - Sabrina
- Geordie Needham - Thurgood
- Robin Mossley - Cecil